# Gibson ES-339
Gibson ES-339 – gitara elektryczno-akustyczna produkowana w Memphis Custom Shop w Memphis Tennessee przez amerykańską firmę Gibson Guitar Corporation. Gitara jest podobna do wielkości Les Paula a w budowie i wyglądzie do ES-335,  posiada korpus typu semi-hollowbody dający wyrazisty oraz otwarty średni zakres dźwięku. Gitara produkowana jest od 2007 roku.

## Budowa i dźwięk
Korpus w ES-339 wykonany jest topoli oraz klonu, natomiast gryf  wykonany jest z jednego kawałka mahoniu z palisandrową podstrunnicą. Charakterystyczne dla modelu są wcięcia w kształcie litery "f". Dzięki otworom rezonansowym gitara nadaje się zarówno do gry akustycznej (na sucho), jak i gry z podłączonym wzmacniaczem.
W gitarze standardowo montowany jest mostek abr-1 typu Tune-o-matic, klucze typu Vintage Tulip Buttons w układzie 3+3 oraz 2 humbuckery Gibson '57 Classic.

## Historia[2]
Gibson ES-339 jest potomkiem ES-335. Korpus gitary jest zbudowany w sposób identyczny jak w ES-335, lecz jest mniejszy, bliższy rozmiarowi modelu Les Paul. 
Pod względem elektroniki, ES-339 różni się od ES-335 z wykorzystaniem Memphis Tone Circuit.